# Please Hammer, Don't Hurt 'Em
Please Hammer, Don't Hurt 'Em é um álbum de MC Hammer.Até hoje já vendeu 18.000.000 de cópias no Estados Unidos sendo certificado diamante pela RIAA.

## Conflito com outros rappers
Apesar do álbum conseguir grande sucesso,a dança de Mc Hammer causou polêmica entre outros rappers,além disso a dança do Mc Hammer também influenciou a cultura Pop.LL Cool J chamou Please Hammer, Don't Hurt 'Em de armador e Ice Cube que viria a humilhar Mc Hammer na música "True To The Game" do álbum Death Certificate.Ice-T em seu álbum O.G Original Gangsta respondeu a LL Cool J,o álbum também pode ser um começo entre a guerra de East Coast e West Coast.